# インキュベーター (生物学)

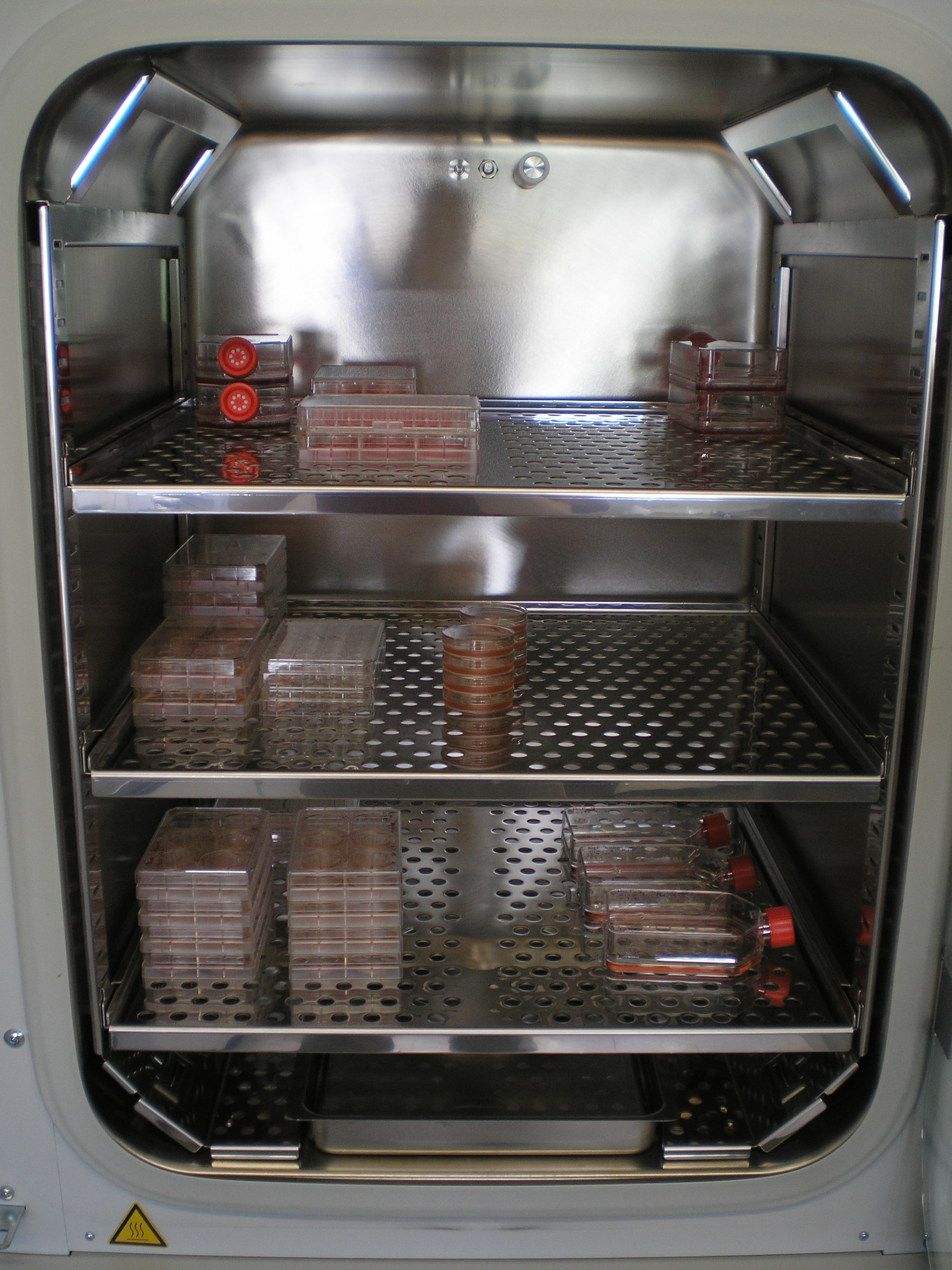
細胞培養に使われるCO_{2}インキュベーターの内部

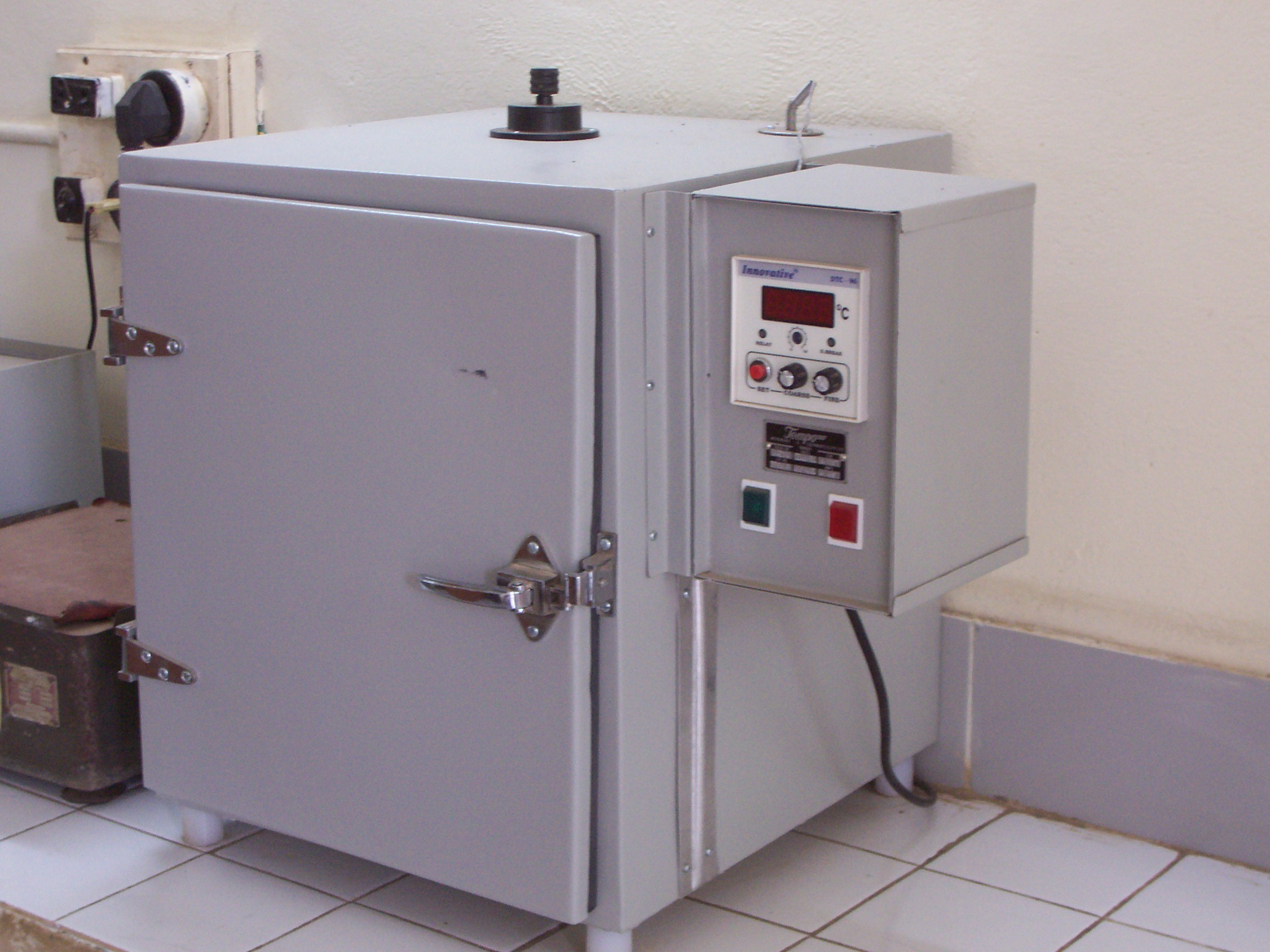
細菌培養用のインキュベーター

インキュベーター（英: incubator）は、微生物培養物や細胞培養物を培養および維持するための機器である。恒温器（こうおんき）とも呼ばれる。インキュベーターは、最適な温度、湿度、および内部雰囲気のCO2や酸素含有量などのその他の条件を維持できる。インキュベーターは、細胞生物学、微生物学、分子生物学における多くの実験作業に不可欠であり、細菌や真核細胞を培養するために使用される。
インキュベーターは、温度が調節されたチャンバー（容器、室のこと）で構成されている。チャンバー内の湿度、ガス組成、換気も調節するインキュベーターもある。
最も単純なインキュベーターは、調節可能なヒーターを備えた断熱箱で、通常は60-65 ℃（140-150 ℉）まで加温できるが、多少高いものもある（一般的に100 ℃以下）。よく使用される大腸菌（Escherichia coli）などの細菌や哺乳動物細胞で最も一般的な温度は約37 ℃（99 ℉）で、これらの生物がよく成長する条件である。出芽酵母（Saccharomyces cerevisiae）など、生物学的実験に使用される別の生物では、30 ℃（86 ℉）の増殖温度が最も適する。
より精密なインキュベーターには、温度を下げたり（冷却による）や、湿度やCO2レベルを制御する機能を持つものもある。これは哺乳類細胞の培養において重要であり、蒸発を防ぐために通常80%以上の相対湿度を、弱酸性のpHを達成するためにCO2レベルを5%に維持する。

## インキュベーターの歴史
養鶏農家が鶏卵を孵化させることから、科学者が致死性ウイルスを理解してワクチンを開発することまで、実験室用インキュベーターは長年にわたって数多くの用途に供された。インキュベーターはまた、医学の進歩を支え、細胞生物学や分子生物学における実験研究の基盤を提供してきた。
古代エジプトや中国で最初に使用された原始的なインキュベーター以降、多くの技術的進歩があったが、インキュベーターの主な目的は変わらず、研究、調査、栽培や培養に適した安定した管理環境を作り出すことであった。

### 初期のインキュベーター
最初期のインキュベーターは、数千年前の古代エジプトと中国で考案され、鶏卵を保温するために使用された。孵卵器（ふらんき）の使用は食糧生産に革命をもたらした。鶏が卵の上に座らなくても雛が孵化し、雌鶏はより短時間でより多くの卵を生むようになった。古代エジプトも中国も、孵卵器は基本的に火で暖められた大きな部屋で、係員が一定の間隔で卵を回転させて熱が均等に行き渡るようにしていた。

### 16世紀と17世紀

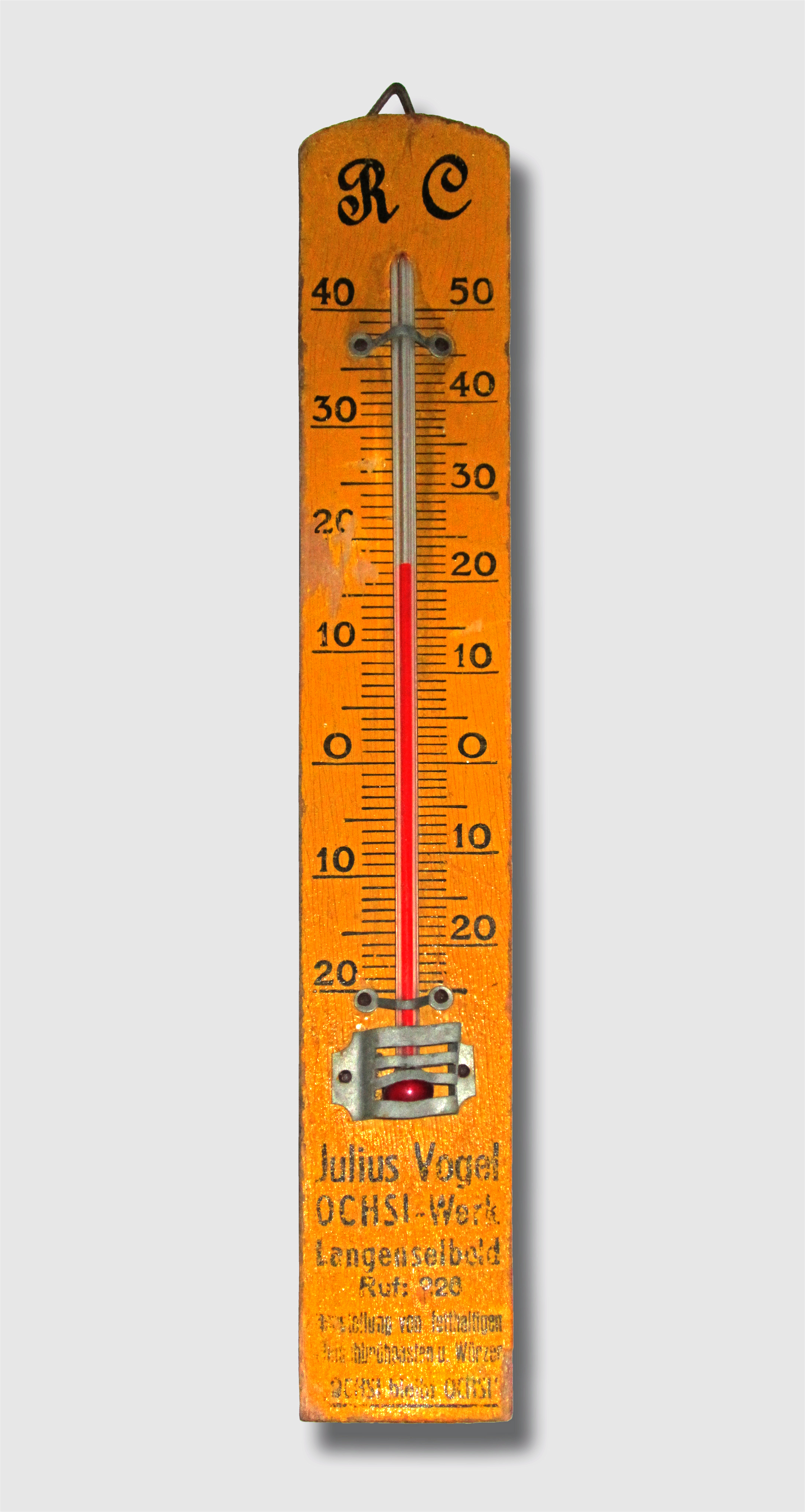
レオミュール温度計

この孵化器は16世紀に改良され、ジャン・バティスト・ポルタ（Jean Baptiste Porta）が古代エジプトのデザインを参考に、より近代的な卵孵化器を作り出した。スペイン異端審問によりポルタは研究を中断せざるを得なかったが、17世紀半ばにルネ＝アントワーヌ・フェルショー・ド・レオミュールがこの課題に取り組んだ。レオミュールは薪（まき）ストーブで孵卵器を温め、彼のもう一つの発明であるレオミュール温度計でその温度を監視した。

### 19世紀
19世紀になるってようやく、研究者たちはインキュベーターの使用が医学の進歩に貢献することを認識し始めた。研究者は、細胞培養ストックを維持するための理想的な環境を見つける実験を始めた。これらの初期のインキュベーターは、ベルジャー（釣鐘形の実験用ガラス容器）に1本のロウソクを灯した単純なものであった。培養液を瓶の蓋の内側の炎の近くに置き、瓶全体を乾燥した加熱オーブンに入れた。

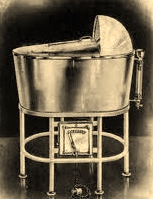
ヘスが考案した保育器

19世紀後半、医師たちはインキュベーターのもうひとつの実用的な用途、つまり未熟児や衰弱した乳児を生かしておくのに役立つのに気付いた。パリの婦人科病院で使われた最初の乳児保育器は、灯油ランプで暖める仕組みであった。その50年後、新生児学の父とよばれるアメリカ人医師ジュリアス・ヘスは、今日も使用されている乳児保育器によく似た電気式保育器を設計した。

### 20世紀
インキュベーターにおける次の技術革新は、CO2インキュベーターが市場に導入された1960年代に訪れた。医師たちがCO2インキュベーターを使用し、患者の体液に含まれる病原体の特定や研究ができることに気づいたとき、新たな需要が生まれた。採取されたサンプルは滅菌皿に載せられ、インキュベーターに収められた。インキュベーター内の空気は人間の体温と同じ摂氏37 ℃に保たれ、インキュベーターは細胞の成長を促進するために必要な大気中の二酸化炭素と窒素のレベルを維持した。
この頃、遺伝子工学でもインキュベーターが使われ始めた。科学者はインキュベーターを使用して、インスリンなどの生物学的に必須なタンパク質を作り出すことができた。遺伝子組み換えは分子レベルで行われるようになり、果物や野菜の栄養成分を高めたり、疾病や病害虫に対する抵抗力を向上させるのに役立っている。

## 今日のインキュベーター

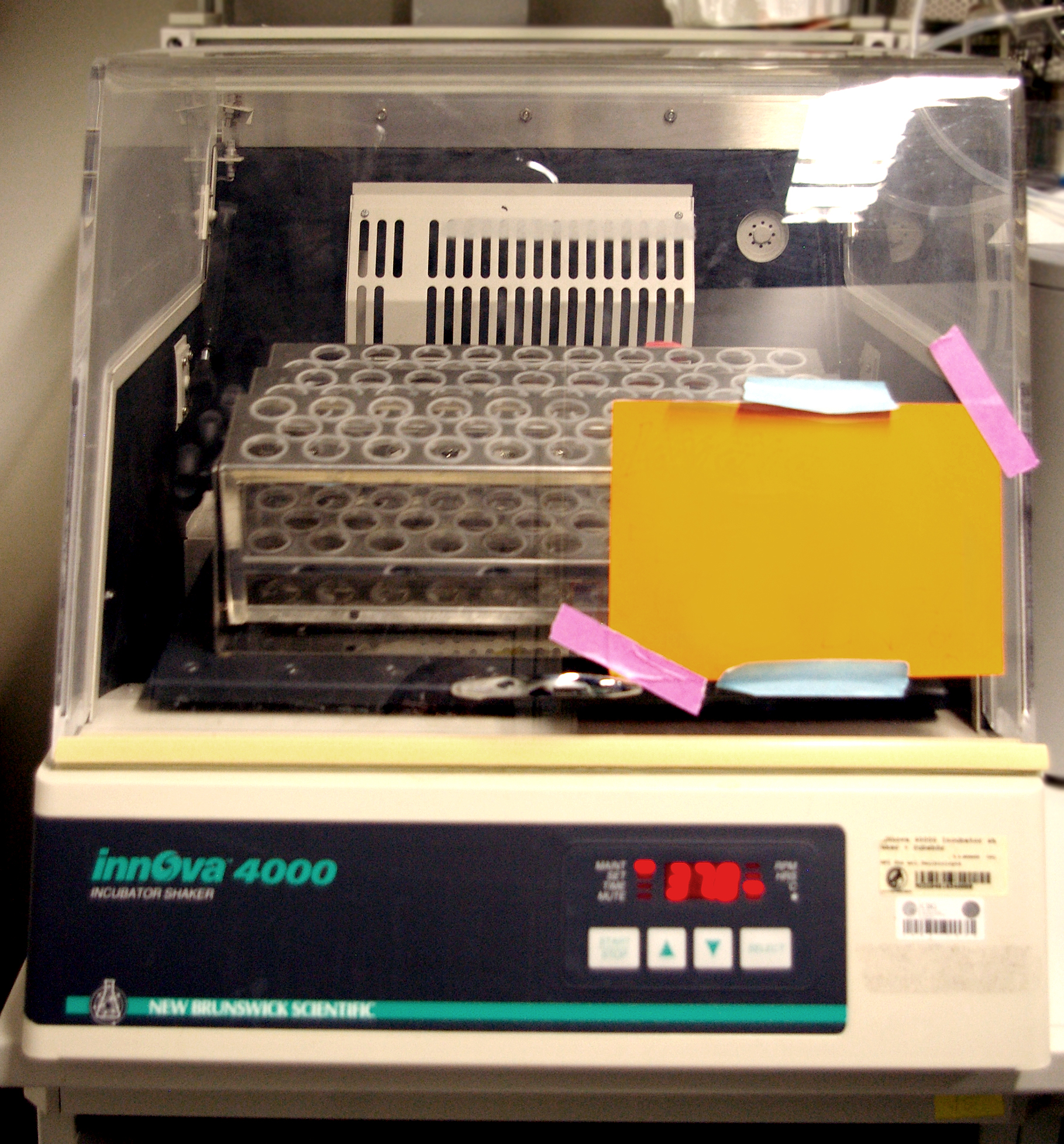
多数の培養試験管を保持できる振盪式インキュベーター

### 科学研究
インキュベーターは科学実験室でさまざまな役割を果たす。インキュベーターは一般的に温度を一定に保つほか、付加的な機能が組み込まれていることも多い。多くのインキュベーターは湿度も制御している。震盪（しんとう）式インキュベーターは、培養物を混合するための機構を組み込んでいる。ガスインキュベーターは、内部のガス組成を調節する。温度分布を均一にするために、内部の空気を循環させる機構を持っているインキュベーターもある。実験室用に作られたインキュベーターの多くは、停電によって実験が中断されないように、冗長化電源を備えている。インキュベーターは、卓上型から、大量のサンプルのインキュベーターとして使われる温室型まで、さまざまな大きさで作られている。高機能なものは温度を時間に応じて変更するなどのプログラムが可能で、運転データのログをパソコンへ転送できるものもある。

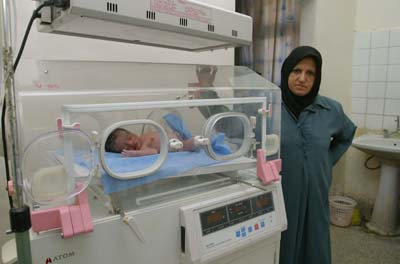
赤ちゃんの世話をする小窓を備えた保育器

### 医療
インキュベーターは、新生児集中治療室で新生児や未熟児に適した環境条件を維持するために使われるほか、患児を施設間で移送する輸送用としても使われる。

## 参照項目
1. ↑  Paniago, Marcelo. "Artificial Incubation of Poultry Eggs - 3,000 Years of History -", CEVA Sante Animale, Malaysia, September 2005, Retrieved on 29 October  2018
2. ↑  “Incubator | Encyclopedia.com”. www.encyclopedia.com. 2019年11月18日閲覧。
3. ↑  Hess, Julius H. (1915-03-27). “An Electric-Heated Water-Jacketed Infant Incubator and Bed” (英語). Journal of the American Medical Association LXIV (13):  1068–1069. doi:10.1001/jama.1915.25710390003011c. ISSN 0002-9955.
4. ↑  “Improvements in CO2 Incubators for Cell Cultures” (英語). www.biocompare.com. 2019年12月2日閲覧。
5. ↑  “MIR-154 培養機器”.  Panasonic. 2017年12月22日時点のオリジナルよりアーカイブ。2017年12月21日閲覧。
6. ↑  “Neonatology on the Web: Equipment in the NICU”. web.archive.org (2009年4月13日). 2002年2月12日時点のオリジナルよりアーカイブ。2024年4月30日閲覧。